# پرستوی بال‌سفید
پرستوی بال‌سفید (نام علمی: Tachycineta albiventer) نام یک گونه از سرده پرستوهای تندروپر است.